# Rue du Pas-de-la-Mule
Rue du Pas-de-la-Mule je ulice v Paříži v historické čtvrti Marais. Nachází se ve 3. a 4. obvodu.

## Poloha
Ulice vede od křižovatky s Boulevard Beaumarchais a končí na Place des Vosges. Rozděluje Rue des Tournelles na dvě části.

## Historie
Původ názvu ulice, který v doslovném překladu znamená krok muly, je nejasný. Může znamenat stupátko, tedy kámen k nasednutí na koně, kterým se takto říkávalo. Druhá možnost pochází z doby, kdy šlechtici, kteří šli do královského paláce Tournelles, sesedli s koně a šli touto stoupající ulicí krokem muly.
Ulice byla otevřena mezi Place Royale a Rue des Tournelles v roce 1603, jako součást rozvoje náměstí. Část mezi Place Royale a Rue de Turenne, která byla otevřena v roce 1606, byla nazvána Rue de l'Écharpe. Vyhláška královské rady ze dne 15. července 1673 rozhodla o jejím prodloužení od Rue des Tournelles k současnému bulváru Beaumarchais.

## Zajímavé objekty
- dům č. 2: ze 17. století
- dům č. 3: na místě se nacházel kabaret La Fosse-aux-Lions, který vznikl kolem roku 1645.
- dům č. 4: ze 17. století s portálem